# U 91 (U-Boot, 1917)
U 91  war ein diesel-elektrisches Flotten-U-Boot der deutschen Kaiserlichen Marine, das im Ersten Weltkrieg zum Einsatz kam.

## Einsätze
U 91 lief am 14. April 1917 bei der Kaiserlichen Werft in Danzig vom Stapel und wurde am 17. September 1917 in Dienst gestellt. Ab Dezember 1917 war das U-Boot der III. U-Flottille in Emden und Wilhelmshaven zugeordnet. Erster und einziger Kommandant des Bootes war vom 17. September 1917 bis zum 11. November 1918 Kapitänleutnant Alfred von Glasenapp.
U 91 führte sieben Unternehmungen im östlichen Nordatlantik durch, die bis vor die Straße von Gibraltar reichten. Dabei wurden 35 Handelsschiffe mit einer Gesamttonnage von 81.779 Bruttoregistertonnen (BRT) versenkt, überwiegend unter britischer Flagge fahrende Schiffe, aber auch Schiffe unter Flaggen neutraler Länder.
Das größte von U 91 versenkte Schiff war die britische Oronsa (ca. 8.000 BRT) der Pacific Steam Navigation Company. Die Oronsa wurde am 28. April 1918 auf ihrer Fahrt von New York nach Liverpool bei Bardsey Island durch einen Torpedo von U 91 getroffen. Beim Untergang des Schiffes kamen drei Menschen ums Leben. Das kleinste von U 91 versenkte Schiff war das Fischerboot Ave Maris Stella (22 BRT), das am 2. Oktober 1918 in der Biskaya nach Artilleriebeschuss sank.

## Verbleib
U 91 überstand den Ersten Weltkrieg und wurde Ende November 1918 an Frankreich ausgeliefert. Es wurde im Juli 1921 in Brest abgewrackt.